# Sekwoja (osoba)

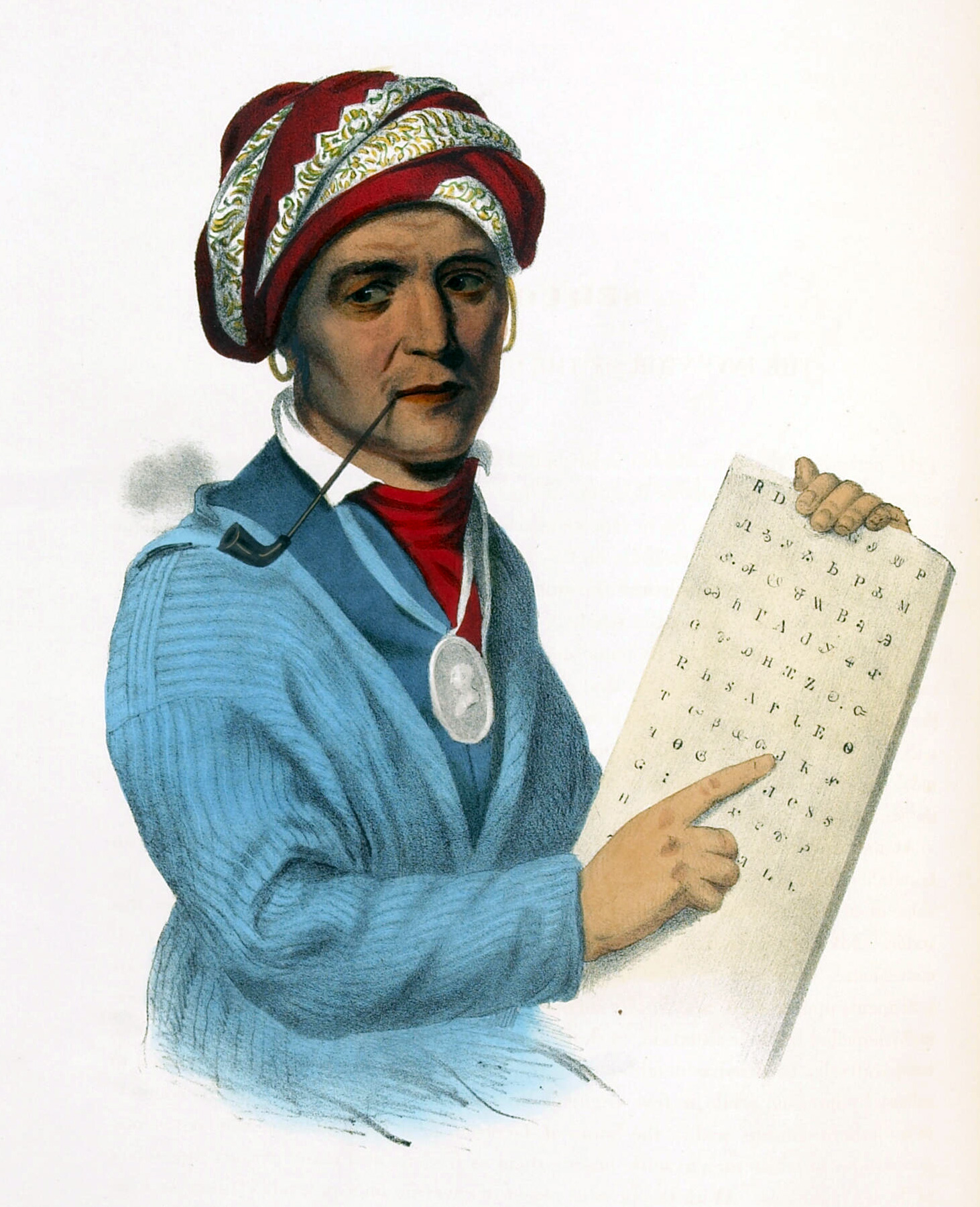
SE-QUO-YAH – litografia z Indian Tribes, McKinney and Hall, 1856. Litografia na podstawie portretu autorstwa Ch. B. Kinga powstałego w Waszyngtonie w 1828 roku.

Sekwoja, Ssiquoyah, Sequoyah, znany także jako George Guess, Guest lub Gist (ur. ok. 1767, zm. 1843) – Metys z plemienia Czirokezów, jubiler i językoznawca, twórca sylabariusza czirokeskiego stosowanego przez to plemię północnoamerykańskich Indian od początków XIX w. do czasów współczesnych.

## Życiorys
Był synem Wut-teh, Indianki z plemienia Czirokezów z dzisiejszego Tennessee i Nathaniela Gista, białego (lub metyskiego) handlarza futer ze stanu Wirginia. Urodzony między rokiem 1760 i 1776, porzucony z matką przez ojca (być może dlatego, że nie znał wówczas angielskiego), w młodości był zmuszony wędrować wraz z przenoszącym się pod naciskiem białych osadników plemieniem po Tennessee, Georgii i Alabamie. Zajmował się m.in. wyrobem srebrnej biżuterii, prawdopodobnie walczył też po stronie USA w tzw. Regimencie Czirokezów podczas amerykańskiej wojny z Krikami w latach 1813-1814 (m.in. w kończącej tę wojnę bitwie nad Horseshoe Bend).
Te doświadczenia i coraz częstsze kontakty z białymi przekonały go o pożytkach z umiejętności pisania i czytania, więc ok. 1809 roku rozpoczął w Alabamie próby z nowym systemem pisma – początkowo pismem piktograficznym, a następnie alfabetem sylabicznym. Mimo początkowej niewiary części współplemieńców w skuteczność nowego wynalazku, w 1821 roku alfabet, zwany przez Sekwoję „Mówiącymi Liśćmi” (ang. Talking Leaves), został uznany za oficjalne pismo Narodu Czirokezów i wprowadzony do szkół plemiennych.

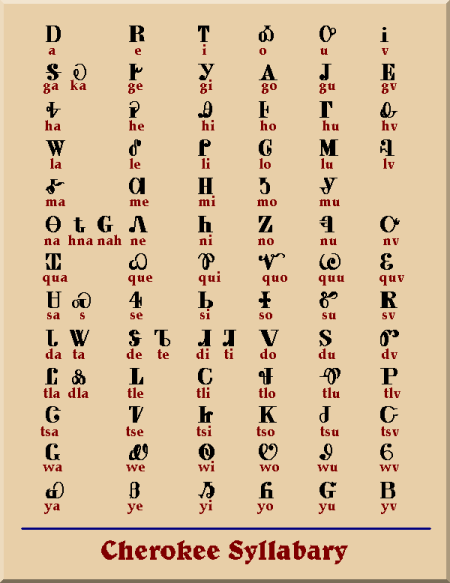
Opracowany przez Sekwoję (a następnie poprawiany) alfabet sylabiczny składa się z 86 znaków (wzorowanych na literach łacińskich i cyrylicy), odpowiadających sylabom z języka Indian z plemienia Czirokezów (ang. Cherokee.)

Ponieważ okazało się, że osoby znające język Czirokezów mogły nauczyć się alfabetu nawet w ciągu dwóch tygodni, szybko stał się on popularny wśród tysięcy Indian, rewolucjonizując możliwości komunikacji i przekazywania wieści pomiędzy rozproszonymi członkami plemienia. W 1824 roku Krajowa Rada Czirokezów z New Echota (stolicy Czirokezów w Georgii) wybiła na cześć Sekwoi srebrny medal, a w 1826 zatwierdziła budowę plemiennej drukarni. 28 lutego 1828 roku w New Echota ukazał się (i rozszedł na cały kraj) pierwszy numer drukowanej czirokeskim alfabetem Sekwoi – i redagowanej przez innego znanego Czirokeza Eliasa Boudinot – gazety Cherokee Phoenix (dwujęzyczna gazeta ukazuje się do dziś).
Mimo wrodzonego zapewne kalectwa (miał wadę stopy), po przeniesieniu się do Arkansas Sekwoja zaangażował się w kowalstwo, handel solą i politykę, usiłując, bez powodzenia, bronić Czirokezów przed przesiedleniem na zachód (m.in. jako członek delegacji do Waszyngtonu w 1828 roku). Zniechęcony do dalszych starań o obronę niezależności i ziem plemienia na Wschodzie, w 1829 roku przeniósł się na Terytorium Indiańskie (obecnie stan Oklahoma), uprzedzając o blisko dekadę większość swoich współplemieńców, przesiedlonych tam przymusowo w 1838 roku. Po marszu tzw. „Szlakiem Łez”, na mocy uchwalonej w 1830 roku przez Kongres USA ustawy o przesiedleniu Indian (ang. Indian Relocation Act) ze Wschodu USA, Czirokezi i inni członkowie Pięciu Cywilizowanych Narodów zmuszeni byli, za przykładem Sekwoi, rozpocząć ostatecznie nowe życie za rzeką Missisipi.
Spotkania z Indianami z innych rejonów Ameryki (w tym z dzisiejszych stanów Nowy Meksyk i Arizona) skłoniły Sekwoję do nie ukończonych nigdy prac nad uniwersalnym alfabetem dla wielu plemion. Myślał też o zjednoczeniu rozproszonego wskutek przesiedleń plemienia. Zmarł w Teksasie latem 1843 roku, prawdopodobnie odwiedzając krewnych z grupy Czirokezów Chickamauga, którzy osiedlali się na tym, nominalnie wówczas hiszpańskim, terenie już od 1798 roku. Jego imię zostało później upamiętnione m.in. w nazwach geograficznych, botanicznych i literaturze.

Przykłady znaków z alfabetu „Mówiących Liści” Sekwoi. Pierwsze trzy znaki od góry, czytane razem, brzmią tsalagi i oznaczają „Czirokezów” (ang. Cherokee)

## Dziedzictwo
Eksperymenty Sekwoi z pismem – początkowo piktograficznym, później sylabicznym – trwały łącznie ok. 12 lat (od ok. 1809 roku). Liczący początkowo 115 znaków alfabet sylabiczny (wzorowany na alfabecie łacińskim i cyrylicy) został zredukowany z czasem przez jego twórcę do 83 znaków, a później uzupełniony o 3 nowe znaki, oddając ostatecznie 86 sylab języka czirokeskiego. „Mówiące Liście” Sekwoi do dziś stanowią część kulturowego dziedzictwa ludu Czirokezów (z jego wykorzystaniem publikowane są m.in. dwujęzyczne nierzadko czasopisma i broszury edukacyjne plemienia).
Na cześć Sekwoi od jego imienia – oznaczającego w języku czirokeskim „racicę świni” i związanego prawdopodobnie z wrodzoną wadą wynalazcy alfabetu – nazwano rodzaj sekwoja Sequoia obejmujący najwyższe współcześnie drzewa.
Rejon, w którym mieszkał w Oklahomie, w 1851 roku nazwano na jego cześć Sequoyah District (obecnie Sequoyah County). Walczący o zachowanie autonomii na terenie ograniczanego stopniowo Terytorium Indiańskiego tamtejsi tubylczy Amerykanie zaproponowali na początku XX w. utworzenie we wschodniej części dzisiejszej Oklahomy indiańskiego „Stanu Sekwoi” (ang. Sequoyah State), ale prezydent Theodore Roosevelt tę propozycję odrzucił. Opracowany przez indiańskich przedstawicieli Pięciu Cywilizowanych Narodów projekt konstytucji niedoszłego Stanu Sekwoi stał się jednak podstawą konstytucji utworzonego w 1907 roku (z połączenia Terytorium Indiańskiego i Terytorium Oklahomy) stanu Oklahoma.
Jak o Sekwoi napisał H.A. Scomp, znający go osobiście nauczyciel z Emory College, najwybitniejszy człowiek, jaki być może kiedykolwiek żył na ziemiach Georgii, nie był politykiem, żołnierzem, duchownym, ani naukowcem, a jedynie Czirokezem o mieszanym pochodzeniu. I jakkolwiek dziwnie to zabrzmi, to właśnie ten Indianin zyskał trwałą sławę, której ani nie oczekiwał, ani nie pożądał.
W 2017 roku System Rezerwy Federalnej wyemitował upamiętniającą Sekwoję monetę okolicznościową o nominale 1 dolara.

## Bibliografia

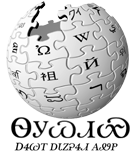
Logo czirokeskiej Wikipedii z napisem w alfabecie Sekwoi